# Gravure idol

Gravure idols posando en Akihabara.

Gravure idol (グラビアアイドル Gurabia aidoru?) es un subgrupo dentro del género del idol japonés. Son modelos, de edades que oscilan entre la adolescencia y los 25 años, que posan en bikinis y ropa interior para revistas, calendarios y DVD principalmente orientados a un público masculino de edades que varían, pero en su mayoría adultos.
Los gravure idols aparecen en una amplia gama de estilos y géneros fotográficos. Sus fotos están dirigidas en gran medida a audiencias masculinas con poses o actividades destinadas a ser provocativas o sugerentes, generalmente acentuadas por un aire de alegría e inocencia en lugar de sexualidad agresiva. Aunque los gravure idols a veces pueden usar ropa que expone la mayor parte de su cuerpo, rara vez aparecen completamente desnudos. Los gravure idols pueden ser tan jóvenes como preadolescentes hasta los treinta años. Además de aparecer en revistas convencionales, los gravure idols a menudo lanzan sus propios álbumes y DVD profesionales para sus fanáticos. Muchas ídolos femeninas populares en Japón lanzaron sus carreras comenzando como ídolos gravure.
Las modelos gravure se caracterizan por tener cuerpos bastante esculturales para el cuerpo de una japonesa promedio, y la mayoría posee implantes de senos u otro tipo de cirugía estética.[cita requerida]